# Александър Гиргинов (писател)
 Тази статия е за българския писател.  За политика вижте Александър Гиргинов.  
Александър Такев Гиргинов е български писател и театрален деец.
Роден е на 20 август 1902 година в село Кладница, Софийско. Учи журналистика в Париж, а след връщането си в България през 1929 година е актьор, драматург и журналист в София. Автор е на десетки пиеси, както и на поредица от криминални романи, издавани под псевдоними като Ян Кашуба, Морис Дебуа, Михаил М. Азов и Александър Жиро. От 1950 до 1952 година е директор на новосъздадения Театър на народната армия. През следващите десетилетия работи като призрачен писател, съставяйки от тяхно име мемоарни книги на комунистически активисти като Кирил Видински, Ради Радев, Роберт Меламед, Стоян Чубриев и други. През 1982 година е награден с орден „Народна република България“ I степен.
Александър Гиргинов умира през 1985 година.